# Гилиджан
Гилиджан (азерб. Qilican) — село в административно-территориальном округе села Ходжахан Губадлинского района Азербайджана. Село расположено на берегу реки Акера.

## История
По данным «Свода статистических данных о населении Закавказского края, извлеченных из посемейных списков 1886 года», в селе Клыджан Ходжаганского сельского округа Зангезурского уезда Елизаветпольской губернии было 15 дымов и проживало 74 азербайджанца (в источнике — «татарина»), суннитского вероисповедания, все из которых являлись владельческими крестьянами.В ходе Первой карабахской войны, в 1993 году село было занято армянскими вооружёнными силами, и до октября 2020 года находилось под контролем непризнанной НКР. Согласно административно-территориальному делению НКР, село находилось в Кашатагском районе и называлось Кумайри. 28 октября 2020 года, в ходе вооружённого конфликта, президент Азербайджана объявил об освобождении села Гылыджан вооружёнными силами Азербайджана.